# Ihor Surkis

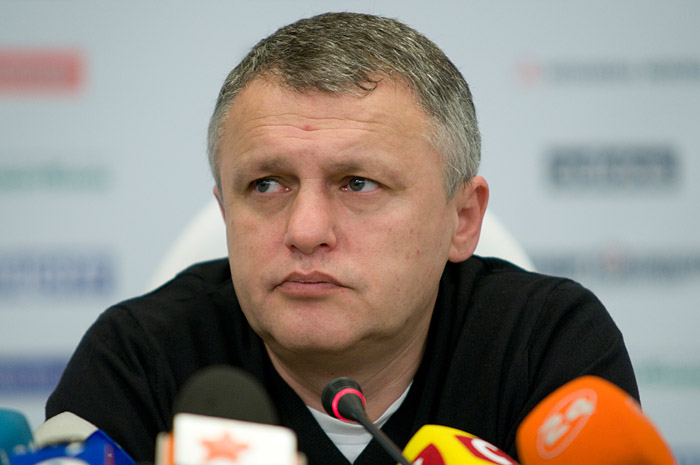
Ihor Surkis

Ihor Mychajlowytsch Surkis  (ukrainisch І́гор Миха́йлович Су́ркіс; russisch Игорь Михайлович Суркис; *  22. November 1958 in Kiew) ist ein  ukrainischer Großindustrieller und der aktuelle Präsident des Fußballvereins Dynamo Kiew.
Surkis absolvierte zunächst ein Studium der Volkswirtschaft und arbeitete in der Stadtverwaltung von Kiew, nach der Unabhängigkeit der Ukraine (1991) machte er gemeinsam mit seinem Bruder Hryhorij eine Business-Karriere und gilt heute als einer der reichsten Männer der Ukraine.
Seit dem Jahr 1998 war er Vize-Präsident und seit 2002 ist Ihor Surkis Präsident von Dynamo Kiew. Sein Bruder war bis September 2012 Präsident des Ukrainischen Fußballverbandes sowie Mitglied im Exekutivkomitee der UEFA.
Ihor Surkis ist Träger des ukrainischen Verdienstordens 1. Klasse.